# Robert McBride
Robert McBride (* 20. Februar 1911 in Tucson/Arizona; † 1. Juli 2007) war ein US-amerikanischer Komponist.

## Leben
McBride studierte an der University of Arizona in Tucson und unterrichtete bis 1946 in Bennington/Vermont. Seit 1957 war er Professor an der Universität in Tucson.
Seine weit über eintausend Werke sind stark von Jazz geprägt. Darunter finden sich u. a. fünf Ballette, eine Sinfonie, eine sinfonische Melodie, eine Mexikanische Rhapsodie, Ouvertüren, sinfonische Phantasien und Gemälde, ein Klarinettenkonzert, Chorwerke und Songs. In den 1950er Jahren war er als Komponist an vier Filmproduktionen beteiligt, darunter The Man with My Face aus dem Jahr 1951.

## Quelle
- Alfred Baumgartner: Propyläen Welt der Musik: die Komponisten. Band 3, Berlin, Frankfurt 1989, ISBN 3549078331, S. 599–600.